# Prawa obywatelskie
Prawa obywatelskie – konstytucyjnie zagwarantowane prawa obywatela danego państwa, których celem jest ochrona jego interesów.
W odróżnieniu od praw człowieka, prawa obywatelskie są prawami o charakterze publicznym, pozostają bowiem w relacji między państwem a obywatelem. Najważniejsze z nich to prawo do pracy, prawo do nauki i prawo wyborcze. Wyróżnia się także prawo polityczne i prawo ekonomiczne.
W polskiej konstytucji prawa obywatelskie zapisane są w rozdziale II.